# South Yorkshire
South Yorkshire (Yorkshire-ul de Sud) este un comitat în nord-estul Angliei.

## Orașe
- Askern
- Barnsley
- Bawtry
- Conisbrough
- Dinnington
- Doncaster
- Maltby
- Mexborough
- Penistone
- Rotherham
- Stainforth
- Thorne
- Tickhill
- Wath-upon-Dearne
- Wombwell